# Eleições gerais na Argentina em 2011
As eleições gerais na Argentina em 2011 foram realizadas no domingo 23 de outubro. Na ocasião, foi reeleita a presidente Cristina Kirchner e foi eleito os parlamentares para a Câmara de Deputados e para o Senado, conforme estabelecido pela Constituição da Argentina e as leis eleitorais. As eleições provinciais foram iniciadas em 13 de março e foram até 23 de outubro.
É proclamado presidente no primeiro turno aquele que obter mais de 40% dos votos válidos e tiver uma diferença mínima de 10% em relação ao candidato que o segue. Cristina Kirchner irá assumir o segundo mandato em 10 de dezembro de 2011 e vai permanecer no Executivo por um período de quatro anos.

## Candidatos presidenciais

### Partido Justicialista
O Partido Justicialista é dividido em três facções. De um lado está a Frente para a Vitória (Frente para la Victoria), enquanto o justicialismo dissidente é dividida em duas áreas: a União Popular (Unión Popular) e o Peronismo Federal.

#### Frente para a Vitória
Cristina Fernandez de Kirchner: a atual presidente da Nação Argentina. Em 21 de junho de 2011 confirmou publicamente sua candidatura à reeleição, foi uma decisão que, em suas próprias declarações, havia tomado desde a morte prematura no final de 2010 de Néstor Kirchner, que foi seu cônjuge desde 1975, o ex-presidente da Nação (2003-2007), presidente do Partido Justicialista e um forte candidato da Frente para a Vitória para as eleições presidenciais.
A atual presidente é apoiada por vários líderes, incluindo: Hugo Moyano, o secretário-geral da Confederação Geral do Trabalho (CGT), Antonio Caló, o secretário-geral do Sindicato dos Metalúrgicos (UOM),Luis D'Elia, o Secretário-Geral da Federação de Terra e Habitação (FTV) e Central de Movimentos Populares (CMP), assim como os governadores, vários legisladores, funcionários, as associações Mães da Praça de Maio e Avós da Praça de Maio (dirigidas por Hebe de Bonafini e Estela de Carlotto, respectivamente) e Hugo Chávez (presidente da Venezuela), que afirmou durante a entrega de uma distinção na Escola de Jornalismo na Universidade Nacional de La Plata, que a presidente "é a mulher que Argentina agora precisa continuar com o curso deste navio".
Seu companheiro de chapa é Amado Boudou, o atual Ministro de Economia e Finanças Públicas desde 2009.

#### União Popular
Eduardo Duhalde: ex-vice-presidente da Argentina (1989-1991); ex-governador da Província de Buenos Aires(1991-1999); e ex-Presidente da Nação através da aplicação da Lei de Liderança, em exercício entre janeiro de 2002 e maio de 2003. Lançou formalmente sua candidatura presidencial em 20 de dezembro de 2010 em uma cerimônia em Costa Salguero diante de cinco mil pessoas com um discurso que durou pouco mais de 40 minutos. Ele se apresentou como o candidato capaz de "trazer a paz e a ordem" na Argentina, chamando várias vezes para a adesão a lei e a ordem. Duhalde deu como exemplos vários presidentes latino-americanos, como no caso de Luiz Inácio Lula da Silva, Michelle Bachelet e José Mujica que também estabeleceu quatro pontos principais de seu voto: políticas de Estado, a restauração da autoridade e de paz, plena vigilância dos direitos humanos "do passado, presente e futuro" e da construção de um moderno progressismo "com respeito às instituições democráticas." Seu companheiro é Mario Das Neves, governador da Província de Chubut.

#### Peronismo Federal
Alberto Rodriguez Saá: atual governador de San Luis (2003-2007 e reeleito até 2011). Ele fechou sua campanha em 31 de março de 2011 com um evento em que reviu a sua gestão, em San Luis e projetou realizações na província para a nação como parte de seu plano de governo. Seu companheiro de chapa é o ex-governador da Província de Santa Fé, José Maria "Tati" Vernet.

### União Cívica Radical
Luis Ricardo Alfonsin: membro atual do Parlamento e filho do ex-presidente Raúl Alfonsín, que governou entre 1983 e 1989. Lançou sua candidatura presidencial em 3 de dezembro de 2010 com uma cerimónia testemunhada por 30 mil pessoas no cruzamento de San José com a Avenida de Maio (Capital Federal).
Seu slogan de campanha é "transformar o desenvolvimento do crescimento." Ele disse que a prioridade para o seu plano de governo vai se concentrar em acabar com a pobreza extrema (pense em um plano que contém crianças menores de 5 anos de idade) a modernização da matriz energética, agregando valor para a indústria, e federalizar os recursos trazendo para a ciência e tecnologia para a produção, entre outros.
Foi declarado o candidato oficial do partido após a desistência da candidatura presidencial de Ernesto Sanz e Julio Cobos. Seu companheiro de chapa é Javier Gonzalez Fraga, economista e ex-presidente do Banco Central.

### Partido Socialista

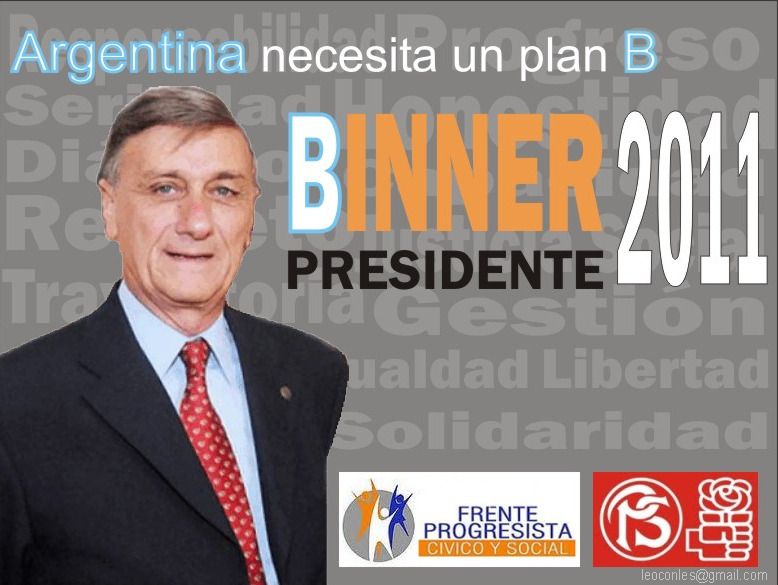
Binner em sua campanha.

Hermes Binner: ex-governador da Província de Santa Fé (2007-2011), e o prefeito da cidade de Rosário. Falando aos jornalistas em março de 2011 anunciou sua intenção de correr para a presidência e, novamente longe de Rubén Giustiniani, o senador e presidente do Partido Socialista.

### Coalición Cívica
Elisa Carrió: atual deputada federal desde 2009, também foi eleita para 1995 até 2003 e períodos de 2005 até 2007. Ex-candidata presidencial em 2003 (quinto lugar) e 2007 (segundo lugar). Ela apresentou a sua candidatura em 12 de dezembro de 2010, em Buenos Aires no bairro de Recoleta, para um pouco mais de duas mil pessoas. No evento de lançamento fez fortes críticas a Kirchner, ao Chefe de Governo de Buenos Aires (Mauricio Macri) e a União Cívica Radical.
Durante uma palestra na Universidade de Belgrano, em dezembro de 2010, anunciou duas grandes questões programáticas: uma nova Lei de Parceria "para acabar com o talão de cheques, que extorque os governadores e prefeitos" e uma nova Lei da Educação, com o tempo, disse que seu governo "só nos últimos anos vão tomar sem qualquer compromisso para as corporações ou sindicatos econômicos". o seu vice é Adrian Perez.

### Frente de Esquerda e dos Trabalhadores
Jorge Altamira: ex-legislador da Cidade de Buenos Aires e líder histórico do Partido Obrero. Foi eleito como candidato à presidência pela Frente de Esquerda e dos Trabalhadores, aliança eleitoral formada pelo Partido Obrero, o Partido Socialista dos Trabalhadores e Esquerda Socialista. Outros partidos menores de esquerda também têm aderido à Frente. Seu companheiro de chapa é Christian Castillo, professor universitário e líder do Partido Socialista dos Trabalhadores (PTS).

### Pré-candidatos que desistiram da candidatura presidencial
- Mario Das Neves, pelo Peronismo Federal: Governador da Província de Chubut (2003-2007 e reeleito até 2011). Foi o primeiro candidato presidencial para lançar sua candidatura, que foi realizada em uma cerimônia realizada em agosto de 2009 na cidade de Piedra del Águila, Província de Neuquén. Em 2 de abril de 2011, dias depois de seu partido obter nas eleições resultados desfavoráveis ao Governador na sua própria província, e depois de um escândalo de mídia enorme, devido a alegações de graves irregularidades durante as eleições, decidiu abandonar sua corrida a Presidência.[28] Posteriormente, em junho, aceitou a proposta do ex-presidente Eduardo Duhalde para acompanhá-lo na chapa como vice-presidente.[29]
- Ernesto Sanz, por UCR: atual senador pela Província de Mendoza, presidente da União Cívica Radical. Ele lançou sua candidatura em 2 de março de 2011 em uma cerimônia realizada no Teatro Gran Rex em que ele procurou diferenciar seu rival intrapartidário (Ricardo Alfonsin) e fez várias críticas a Kirchner. No final de março de 2011 confirmou sua participação nas primárias abertas. Um mês depois, decidiu abandonar sua corrida presidencial.[30]
- Julio Cobos, por UCR: ex-Governador da Província de Mendoza (2003-2007) e vice-presidente da Nação durante o período de 2007-2011. Recusou-se desde o início a sua participação na preinterna partidária, enquanto repetidamente solicitou o adiamento da mesma, que foi rejeitada por ambos Ricardo Alfonsin como Ernesto Sanz. Em 07 abril de 2011 decidiu sair da corrida para a Presidência da Nação depois que o partido declarou como candidato oficial Ricardo Alfonsín.
- Fernando Solanas, pelo Projeto Sul: deputado e ex-candidato presidencial nas eleições de 2007. Apresentou formalmente a sua candidatura para Presidente da República em dezembro de 2010 com uma cerimônia diante de mais de seis mil pessoas no Estádio Arquiteto Ricardo Etcheverry. Desistiu da eleição presidencial, e em 2 de maio, anunciou formalmente sua candidatura para Chefe do Governo de Buenos Aires no Centennial Park e considerou muito provável que seu companheiro de chapa seja Graciela Ocaña.[31]
- Mauricio Macri, pela Proposta Republicana: o atual prefeito da Cidade de Buenos Aires. Mostrou afinidade, esforços e coordenação com o Peronismo Federal,[32] mas no final de março de 2011, após a escandalos eleição para governador da Província de Chubut em que o Peronismo Federal foi envolvido em denúncias de irregularidades graves, decidiu "freiar" contatos com o partido desde que ele sentiu que uma abordagem traria "mais problemas do que benefícios".[33] Nos primeiros dias de maio de 2011, decidiu sair da candidatura presidencial e apostou em sua eleição como chefe do Governo da Cidade de Buenos Aires.
- Felipe Solá, pelo Movimento para a Justiça, Igualdade e Organização:[34] ex-Governador da Província de Buenos Aires (2002-2007) e atual deputado federal. Ele lançou sua candidatura na cidade de San Nicolás de los Arroyos em 28 de junho de 2010. Em junho, ele se retirou da corrida presidencial.[35]

## Pesquisas de opinião presidencial
| Data    | Instituto responsável       | Cristina Fernández de Kirchner | Ricardo Alfonsín | Eduardo Duhalde | Alberto Rodríguez Saá | Elisa Carrió | Hermes Binner | Jorge Altamira |
| ------- | --------------------------- | ------------------------------ | ---------------- | --------------- | --------------------- | ------------ | ------------- | -------------- |
| 10/2010 | OPSM/Zuleta Puceiro         | 35.7%                          | 16.0%            | -               | -                     | -            | -             | -              |
| 10/2010 | Ibarómetro                  | 44.5%                          | -                | 8.1%            | -                     | -            | -             | -              |
| 11/2010 | Poliarquía Consultores      | 48.0%                          | 19.0%            | -               | -                     | -            | -             | -              |
| 12/2010 | Consultora eQuis            | 44.0%                          | 6.1%             | 5.3%            | -                     | -            | -             | -              |
| 12/2010 | Consultora Analogías        | 42.3%                          | 17.0%            | -               | -                     | -            | -             | -              |
| 01/2011 | OPSM/Zuleta Puceiro         | 34.0%                          | 14.0%            | 5.0%            | -                     | -            | -             | -              |
| 01/2011 | Ibarómetro                  | 40.0%                          | 12.1%            | 10.4%           | -                     | -            | -             | -              |
| 02/2011 | Management & Fit            | 27.1%                          | 6.6%             | 4.3%            | -                     | -            | -             | -              |
| 04/2011 | CEOP                        | 45.9%                          | 10.6%            | 6.8%            | -                     | 3.3%         | -             | -              |
| 04/2011 | OPSM/Zuleta Puceiro         | 37.2%                          | 14.3%            | 6.6%            | -                     | 7.2%         | -             | -              |
| 05/2011 | Ricardo Rouvier y Asociados | 49.8%                          | 22.3%            | 6.6%            | 6.0%                  | 4.8%         | -             | -              |
| 05/2011 | Ibarómetro                  | 44.6%                          | 12.0%            | -               | 9.0%                  | -            | -             | -              |
| 06/2011 | CEOP                        | 48.2%                          | 12.8%            | 7.5%            | 5.5%                  | 5.9%         | 4.3%          | -              |
| 06/2011 | Management & Fit            | 33.4%                          | 15.3%            | 5.8%            | 7.0%                  | 4.0%         | 5.1%          | -              |
| 06/2011 | CEOP                        | 49.8%                          | 10.5%            | 9.2%            | 5.2%                  | 4.8%         | 6.5%          | -              |
| 06/2011 | Opinión Autenticada         | 38.7%                          | 18.9%            | 15.1%           | 3.9%                  | 5.2%         | 4.7%          | -              |
| 08/2011 | Opinión Autenticada         | 38.1%                          | 19.7%            | 13.1%           | -                     | -            | -             | -              |
| 08/2011 | Graciela Römer & Asociados  | 40.4%                          | 15.9%            | 9.9%            | 4.1%                  | 5.5%         | 6.3%          | -              |
| 08/2011 | OPSM/Zuleta Puceiro         | 41.6%                          | 20.4%            | 8.2%            | 4.8%                  | 3.0%         | 5.2%          | -              |
| 08/2011 | Management & Fit            | 41.0%                          | 19.6%            | 14.3%           | 7.2%                  | 5.1%         | 7.1%          | -              |
| 08/2011 | Consultora eQuis            | 46.6%                          | 15.2%            | 6.6%            | 5.8%                  | 3,2%         | 7.1%          | 0.9%           |
| 08/2011 | Consultora eQuis            | 52.1%                          | 8.2%             | 7.6%            | 9.9%                  | 1.4%         | 13.4%         | 1.7%           |
| 09/2011 | Consultora eQuis            | 53.1%                          | 9.2%             | 8.3%            | 10.8%                 | 1.0%         | 16.4%         | 1.2%           |
| 09/2011 | Nueva Comunicación          | 51.7%                          | 7.6%             | 9.1%            | 8.8%                  | 1.5%         | 15.8%         | 1.7%           |
| 09/2011 | Hugo Haime y Asociados      | 53.1%                          | 12.6%            | 10.5%           | 5.6%                  | 1.6%         | 15.2%         | 1.5%           |
| 10/2011 | OPSM                        | 51.0%                          | 10.9%            | 6.4%            | 9.5%                  | 3.9%         | 15.5%         | 2.8%           |
| 10/2011 | Consultora eQuis            | 55.4%                          | 8.2%             | 6.8%            | 11.2%                 | 1.5%         | 15.6%         | 1.4%           |
| 10/2011 | Aresco                      | 52.8%                          | 9.9%             | 8.1%            | 9.8%                  | 3.2%         | 12.2%         | 4.0%           |
| 10/2011 | Giacobbe & Asociados        | 53.1%                          | 9.1%             | 7.9%            | 10.2%                 | 3.1%         | 16.6%         | 3.1%           |
| 10/2011 | CEOP                        | 49.1%                          | 10.8%            | 8.2%            | 6.9%                  | 2.0%         | 12.0%         | 0.8%           |

## Eleições legislativas
Também ocorreram em 23 de outubro, juntamente com a eleição presidencial. Foram renovados 130 membros da Câmara dos Deputados e 24 membros do Senado. Os legisladores eleitos tomarão posse em 10 de dezembro e permaneceram neles por quatro anos para deputados federais (2011-2015) e seis anos para os senadores (2011-2017).
| Câmara de Deputados da Nação Argentina Total: 257 membros | Câmara de Deputados da Nação Argentina Total: 257 membros |
| Província                                                 | Cargos a renovar                                          |
| --------------------------------------------------------- | --------------------------------------------------------- |
| Buenos Aires                                              | 35                                                        |
| Catamarca                                                 | 2                                                         |
| Chaco                                                     | 3                                                         |
| Chubut                                                    | 3                                                         |
| Ciudad De Buenos Aires                                    | 12                                                        |
| Córdoba                                                   | 9                                                         |
| Corrientes                                                | 4                                                         |
| Entre Ríos                                                | 4                                                         |
| Formosa                                                   | 3                                                         |
| Jujuy                                                     | 3                                                         |
| La Pampa                                                  | 2                                                         |
| La Rioja                                                  | 3                                                         |
| Mendoza                                                   | 5                                                         |
| Misiones                                                  | 5                                                         |
| Neuquén                                                   | 2                                                         |
| Río Negro                                                 | 3                                                         |
| Salta                                                     | 4                                                         |
| San Juan                                                  | 3                                                         |
| San Luis                                                  | 2                                                         |
| Santa Cruz                                                | 2                                                         |
| Santa Fe                                                  | 10                                                        |
| Santiago Del Estero                                       | 4                                                         |
| Tierra Del Fuego                                          | 3                                                         |
| Tucumán                                                   | 5                                                         |
| Total                                                     | 130                                                       |
| Fonte:                                                    |                                                           |

| Senado da Nação Argentina Total: 72 membros | Senado da Nação Argentina Total: 72 membros |
| Província                                   | Cargos a renovar                            |
| ------------------------------------------- | ------------------------------------------- |
| Buenos Aires                                | 3                                           |
| Formosa                                     | 3                                           |
| Jujuy                                       | 3                                           |
| La Rioja                                    | 3                                           |
| Misiones                                    | 3                                           |
| San Juan                                    | 3                                           |
| San Luis                                    | 3                                           |
| Santa Cruz                                  | 3                                           |
| Total                                       | 24                                          |
| Fonte:                                      |                                             |

## Resultados presidenciais

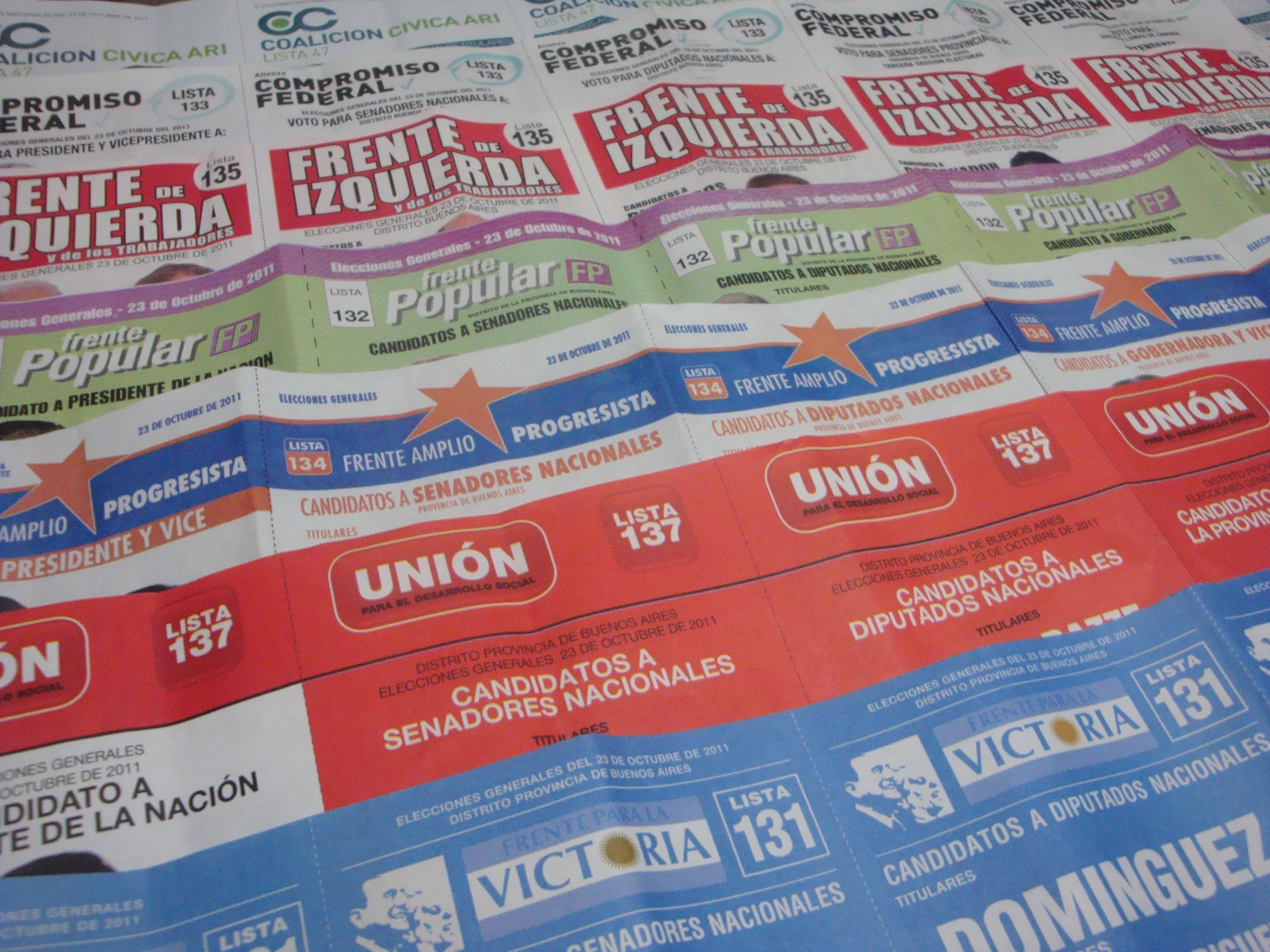
Cédulas usadas na eleição.

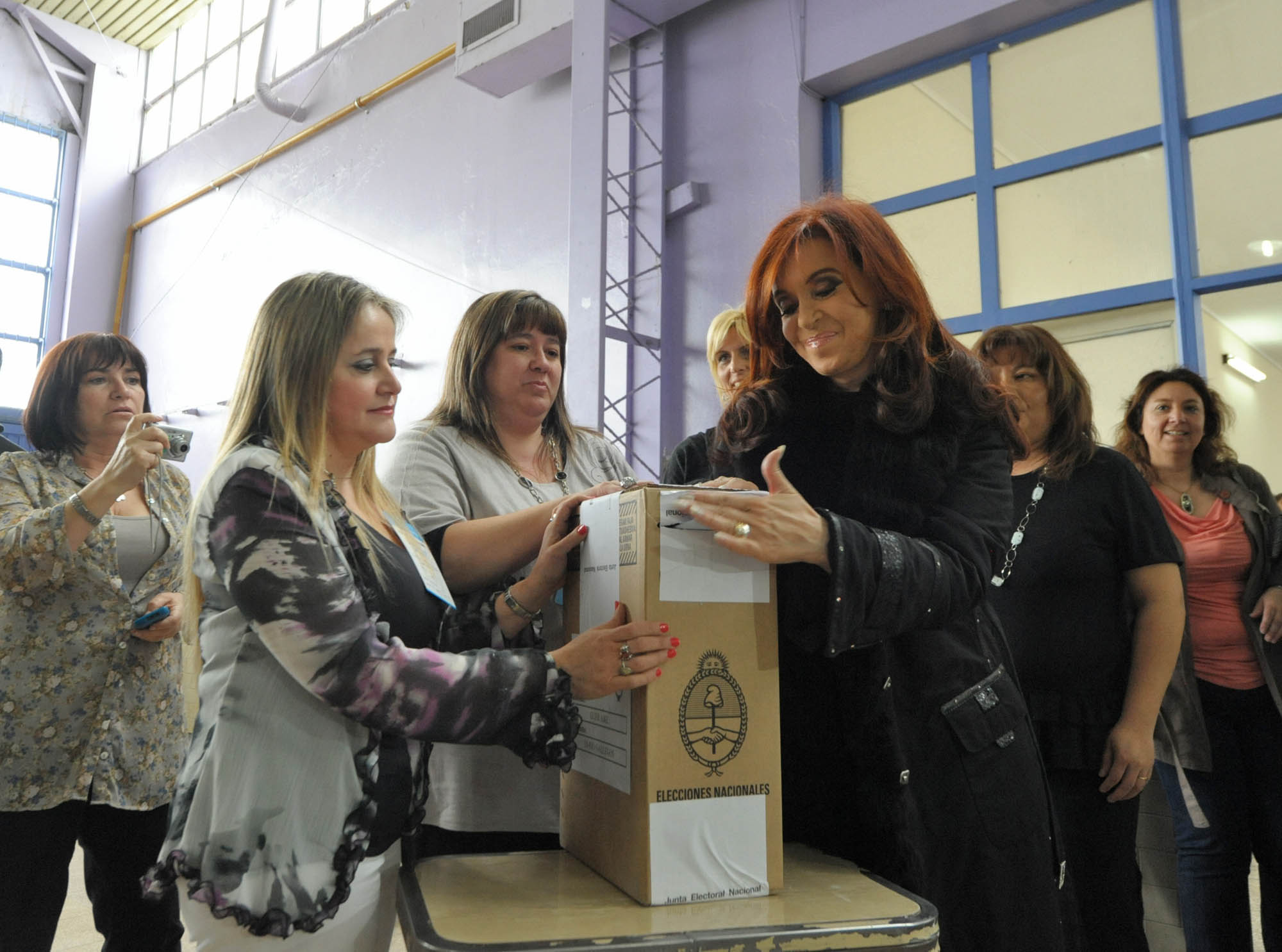
A presidente Cristina votando em Río Gallegos.

| Partido/Aliança                           | Candidatos                                     | Votos      | %      |
| ----------------------------------------- | ---------------------------------------------- | ---------- | ------ |
| Frente Para la Victoria                   | Cristina Fernández de Kirchner Amado Boudou    | 11.863.054 | 54,11% |
| Frente Amplio Progresista                 | Hermes Juan Binner Norma Elena Morandini       | 3.683.660  | 16,81% |
| Unión para el Desarrollo Social           | Ricardo Alfonsín Javier González Fraga         | 2.395.056  | 11,14% |
| Compromiso Federal                        | Alberto Rodríguez Saá José María "Tati" Vernet | 1.714.385  | 7,96%  |
| Unión Popular                             | Eduardo Duhalde Mario Das Neves                | 1.264.609  | 5,86%  |
| Frente de Izquierda y de los Trabajadores | Jorge Altamira Christian Castillo              | 497.082    | 2,30%  |
| Coalición Cívica                          | Elisa Lilita Carrió Adrián Pérez               | 396.171    | 1,82%  |
|                                           |                                                |            |        |
| Votos válidos                             | Votos válidos                                  | 21.484.844 | 95,94% |
|                                           |                                                |            |        |
| Votos em branco                           | Votos em branco                                | 678.724    | 3,03%  |
| Votos nulos                               | Votos nulos                                    | 206.030    | 0,92%  |
| Votos impugnados                          | Votos impugnados                               | 23.921     | 0,11%  |
|                                           |                                                |            |        |
| Total eleitores (%)                       | Total eleitores (%)                            | 22.392.519 | 100%   |
| Eleitores habilitados                     | Eleitores habilitados                          | 28.867.124 |        |
| Fonte:                                    |                                                |            |        |

## Eleições provinciais
A maioria das províncias na Argentina realizaram eleições legislativas e executivas, em 2011. As únicas exceções são a Província de Santiago del Estero, cujos executivos e as eleições legislativas estão marcadas para 2012, e da Província de Corrientes, cuja eleição para governador está prevista para 2013. Houve eleições locais simultaneamente, no qual um número de municípios ou partes elegem funcionários municipais (vereadores) e, em alguns casos, também um prefeito (ou equivalente). Embora a maioria das eleições teve lugar no dia 23 de outubro, data das eleições gerais na Argentina, cada província definiu a data de suas eleições, em conformidade com a legislação provincial.
Cada província possui uma legislação própria, e comumente cada uma possui uma diferente regra para estabelecer o eleito. Tanto na Província de Terra do Fogo, Antártida e Ilhas do Atlântico Sul e na Cidade Autônoma de Buenos Aires são exigidos pelo menos 50% dos votos, ou seja, a maioria. Em nenhum desses lugares, o candidato a governador obteve a porcentagem exigida, e por isso foram realizadas uma segunda volta (também chamado de segundo turno).
| Província Data | Província Data                                                                            | Primeiro lugar | Primeiro lugar         | Primeiro lugar | Primeiro lugar | Segundo lugar | Segundo lugar              | Segundo lugar | Segundo lugar | Outros candidatos | Outros candidatos | Fonte  |
| Província Data | Província Data                                                                            | Foto           | Candidato              | Votos          | %              | Foto          | Candidato                  | Votos         | %             | Votos             | %                 | Fonte  |
| -------------- | ----------------------------------------------------------------------------------------- | -------------- | ---------------------- | -------------- | -------------- | ------------- | -------------------------- | ------------- | ------------- | ----------------- | ----------------- | ------ |
|                | Província de Catamarca 13 de março                                                        |                | Lucía Corpacci         | 86.276         | 49,54%         |               | Eduardo Brizuela del Moral | 79.393        | 45,59%        | 8.472             | 4,86%             | [ 64 ] |
|                | Província de Chubut 20 de março                                                           |                | Martin Buzzi           | 99.369         | 36,71%         |               | Carlos Eliceche            | 98.984        | 36,57%        | 43.074            | 15,96%            | [ 65 ] |
|                | Província de Salta 10 de abril                                                            |                | Juan Manuel Urtubey    | 327.596        | 59,57%         |               | Alfredo Olmedo             | 138.132       | 25,12%        | 84.291            | 15,37%            | [ 66 ] |
|                | Província de Rioja 29 de maio                                                             |                | Luis Beder Herrera     | 108.275        | 67,20%         |               | Julio Cesar Martínez       | 31.582        | 19,60%        | 21.269            | 13,2%             | [ 67 ] |
|                | Província de Neuquén 12 de junho                                                          |                | Jorge Sapag            | 131.990        | 45,41%         |               | Martín Farizano            | 99.191        | 34,13%        | 38.609            | 13,27%            | [ 68 ] |
|                | Província de Misiones 26 de junho                                                         |                | Maurice Closs          | 372.490        | 69,06%         |               | Adolfo Wipplinger          | 30.938        | 5,74%         | 92.732            | 17,20%            | [ 69 ] |
|                | Província de Terra do Fogo, Antártida e Ilhas do Atlântico Sul 26 de junho Primeira volta |                | Rosana Bertone         | 29.750         | 41,42%         |               | Fabiana Ríos               | 23.383        | 32,55%        | 10.444            | 14,5%             | [ 70 ] |
|                | Província de Terra do Fogo, Antártida e Ilhas do Atlântico Sul 3 de julho Segunda volta   |                | Fabiana Ríos           | 36.201         | 50,66%         |               | Rosana Bertone             | 35.255        | 49,34%        | Nenhum candidato  | Nenhum candidato  | [ 71 ] |
|                | Cidade Autônoma de Buenos Aires 10 de julho Primeira volta                                |                | Mauricio Macri         | 830.016        | 47,08%         |               | Daniel Filmus              | 489.760       | 27,78%        | 443.357           | 23,73%            | [ 72 ] |
|                | Província de Santa Fé 24 de julho                                                         |                | Antonio Bonfatti       | 674.239        | 38,74%         |               | Miguel Torres del Sel      | 612.208       | 35,17%        | 412.167           | 23,67%            | [ 73 ] |
|                | Cidade Autônoma de Buenos Aires 31 de julho Segunda volta                                 |                | Mauricio Macri         | 1.086.971      | 64,25%         |               | Daniel Filmus              | 604.822       | 35,7%         | Nenhum candidato  | Nenhum candidato  | [ 72 ] |
|                | Província de Córdoba 7 de agosto                                                          |                | José Manuel de la Sota | 747.110        | 42,61%         |               | Luis Juez                  | 517.181       | 29,49%        | 466.713           | 27,83%            | [ 74 ] |
|                | Província de Tucumán 28 de agosto                                                         |                | José Alperovich        | 553.469        | 69,89%         |               | José Manuel Cano           | 117.058       | 14,78%        | 99.094            | 12,39%            | [ 75 ] |
|                | Província de Chaco 18 de setembro                                                         |                | Jorge Capitanich       | 367.405        | 66,56%         |               | Roy Nikisch                | 167.147       | 30,28%        | 17.477            | 3,17%             | [ 76 ] |
|                | Província de Río Negro 25 de setembro                                                     |                | Carlos Soria           | 156.103        | 49,11%         |               | Cesar Barbeito             | 114.224       | 35,93%        | 35.351            | 11,13%            | [ 77 ] |
|                | Província de Buenos Aires 23 de outubro                                                   |                | Daniel Scioli          | 4.165.549      | 55,06%         |               | Francisco de Narváez       | 1.200.575     | 15,87%        | 2.199.009         | 29,07%            | [ 78 ] |
|                | Província de Entre Ríos 23 de outubro                                                     |                | Sergio Urribarri       | 358.184        | 55,93%         |               | Atilio Benedetti           | 120.705       | 18,85%        | 161.534           | 25,22%            | [ 79 ] |
|                | Província de Formosa 23 de outubro                                                        |                | Gildo Insfrán          | 187.712        | 75,33%         |               | Francisco Nazar            | 59.950        | 24,06%        | 1.517             | 0,60%             | [ 80 ] |
|                | Província de Jujuy 23 de outubro                                                          |                | Eduardo Fellner        | 160.402        | 57,14%         |               | Mario Fiad                 | 73.276        | 26,10%        | 47.056            | 16,76%            | [ 81 ] |
|                | Província de La Pampa 23 de outubro                                                       |                | Oscar Mario Jorge      | 77.467         | 39,46          |               | Juan Carlos Marino         | 52.641        | 26,81%        | 38.179            | 19,44%            | [ 82 ] |
|                | Província de Mendoza 23 de outubro                                                        |                | Francisco "Paco" Pérez | 367.341        | 37,11%         |               | Roberto Iglesias           | 295.347       | 29,83%        | 196.416           | 6,01%             | [ 83 ] |
|                | Província de San Juan 23 de outubro                                                       |                | José Luis Gioja        | 223.150        | 68,17%         |               | Roberto Gustavo Basualdo   | 66.475        | 20,31%        | 37.731            | 11,52%            | [ 84 ] |
|                | Província de San Luis 23 de outubro                                                       |                | Claudio Poggi          | 125.321        | 57,66%         |               | Alfonso Hernán Verges      | 55.358        | 25,47%        | 36.648            | 16,86%            | [ 85 ] |
|                | Província de Santa Cruz 23 de outubro                                                     |                | Daniel Peralta         | 68.043         | 50,76%         |               | Eduardo Costa              | 62.134        | 46,35%        | 3.870             | 2,89%             | [ 86 ] |